# Michelangelo Barbieri Viale
Michelangelo Barbieri Viale (Genova, 1928 – Genova, 1984) è stato uno scultore italiano.

## Biografia
Figlio del compositore e direttore d'orchestra Mario Barbieri e padre del matematico Luca Barbieri Viale. Frequentò il corso di scultura all'Accademia ligustica di belle arti di Genova e, sotto l'insegnamento di Lorenzo Garaventa, si perfezionò nelle tecniche della scultura della pietra e del marmo. Frequentò il corso di scultura dell'Accademia Estiva Internazionale di Belle Arti di Salisburgo diretta da Oskar Kokoschka, sotto l'insegnamento di Giacomo Manzù. 
Insegnò modellato al Liceo Artistico Nicolò Barabino di Genova dal 1962 al decesso, e scultura all'Accademia ligustica di belle arti genovese dal 1963 al 1970.
La scultura di Barbieri può essere definita attenta ad una espressività classica, pur nella modernità delle proposizioni e nell’originalità delle istanze formali.

## Esposizioni
- Esposizioni personali a Genova, Milano, Zurigo, e collettive in molte città italiane ed europee, tra cui Bruxelles, Parigi e Mosca.
- Il Museo d'arte contemporanea Villa Croce di Genova conserva 45 sculture dell’ultimo periodo.